# Semiothisa sufflata
Semiothisa sufflata är en fjärilsart som beskrevs av Achille Guenée 1858. Semiothisa sufflata ingår i släktet Semiothisa och familjen mätare. Inga underarter finns listade i Catalogue of Life.